# Сарајевски атентат (филм из 1975)
Сарајевски атентат је историјски играни филм из 1975. године. Направљен је у заједничкој продукцији Југославије, Чехословачке, Мађарске и Западне Њемачке.

## Радња
Животни кредо и опредељење младобосанаца за активну борбу против аустроугарске владавине развија се под утицајем напредних идеја и утицаја у ондашњој Европи. Принцип, Чабриновић, Грабеж и Мехмедбашић доносе одлуку да изврше атентат на Фрању Фердинанда, који на територији Босне треба да одржи велике војне маневре.
Док Фердинанд креће у правцу Сарајева, с друге стране у истом правцу у Сарајево, креће и група политичких емиграната из Босне, пребацује се из Београда у Сарајево и припрема атентат током свечаног доласка будућег цара.
У последњој ноћи, уочи атентата, младићи су на граници да одустану од атентата али ће то бити ноћ њиховог потпуног ангажмана, сукоба, траума, провере другарства међу њима самима и преузимања потпуне одговорности извођења атентата на своје личне одговорности.
Атентат на Фердинанда и случајна смрт његове супруге Софије ће бурно подићи читаву Европу на ноге што ће изазвати објаву рата Аустроугарске Србији и почетак Првог светског рата.
Смрт Шарца у сарајевској полицији, смрти Гаврила Принципа, Грабежа, Чабриновића представљају њихову свесну жртву тј. израз жеље за слободом српског народа и осталих.

## Улоге
| Глумац             | Улога                      |
| ------------------ | -------------------------- |
| Кристофер Пламер   | Франц Фердинанд            |
| Флоринда Болкан    | Софија Хотек               |
| Максимилијан Шел   | Ђуро Шарац                 |
| Ирфан Менсур       | Гаврило Принцип            |
| Радош Бајић        | Недељко Чабриновић         |
| Јан Хрушински      | Трифко Грабеж              |
| Бранко Ђурић       | Данило Илић                |
| Либуше Шефранкова  | Јелена                     |
| Иван Вискочил      | Мухамед Мехмедбашић        |
| Чарлс Милот        |                            |
| Отоман Корбелар    | Франц Јозеф                |
| Јана Швандова      |                            |
| Душан Блашковић    |                            |
| Јорданчо Чевревски |                            |
| Рејхан Демирџић    |                            |
| Нели Гајерова      | баронеса Лангус            |
| Хањо Хасе          |                            |
| Сафет Пашалић      | Кабиљо                     |
| Зденка Хершак      |                            |
| Јури Холи          |                            |
| Милош Кандић       |                            |
| Ханс Клеринг       |                            |
| Јири Кодет         |                            |
| Вилхелм Кох Хеге   | Франц Конрад фон Хецендорф |
| Урош Крављача      |                            |
| Вељко Мандић       |                            |
| Бато Радуловић     |                            |
| Љуба Скорепова     |                            |
| Зденек Срстка      |                            |
| Вернер Виланд      |                            |

## Награде
- Филм је 1975. био југословенски кандидат за Оскара, али није ушао у ужи избор.[3] Те године је од 21 кандидата за најбољи страни филм у ужи избор ушло 5 филмова, а добитник Оскара је био Дерсу Узала, филм Акира Куросаве у совјетско-јапанској продукцији.
- Пула 76' - Сребрна арена за режију[2]
- Сан Себастиан 76' - Специјална награда жирија[2]